# Tuanku Syed Sirajuddin
Tuanku Syed Sirajuddin Ibni Al-Marhum Tuanko Syed Putra Jamalullai, född 17 maj 1943 i Arau, är den sjunde rajan i den malaysiska delstaten Perlis. 13 december 2001 till 12 december 2006 var han kung (Yang di-Pertuan Agong) av Malaysia. Han är gift med Tuanko Fauziah Binti al-Marhum Tengku Abdul Rashid, som bär titeln Raja Perempuan.